# Reinhart Herzog
Reinhart Herzog (* 12. Juli 1941 in Landsberg (Warthe); † April 1994 in Kirchwalsede) war ein deutscher Altphilologe.

## Leben
Reinhart Herzog studierte Philosophie, Romanistik, Latinistik, Geschichte und Rechtswissenschaften an der Universität Kiel und an der Sorbonne. 1964 wurde er bei Manfred Fuhrmann mit einer „summa cum laude“ bewerteten Studie zu Prudentius promoviert. An der Universität Konstanz trat er 1966 eine Assistentenstelle an. Von 1968 an nahm er an den Tagungen der Forschergruppe „Poetik und Hermeneutik“ teil. Nach seiner Konstanzer Habilitation (1972) wurde er 1973 auf die Latinistikprofessur an der Fakultät für Linguistik und Literaturwissenschaft der damals gerade neugegründeten Universität Bielefeld berufen. Ab 1991 hatte er als Nachfolger von Manfred Fuhrmann den Lehrstuhl für Latinistik am Fachbereich Literaturwissenschaft der Universität Konstanz inne. Im Frühjahr 1994 nahm er sich das Leben. Herzog hatte drei Söhne und eine Tochter.
Zusammen mit Peter Lebrecht Schmidt gab er das Handbuch der lateinischen Literatur der Antike heraus.

## Publikationen (Auswahl)
- Die allegorische Dichtkunst des Prudentius. München 1966 (= Zetemata 42; Diss. Uni Kiel 1964)
- Metapher – Exegese – Mythos. Interpretationen zur Entstehung eines biblischen Mythos in der Literatur der Spätantike. In: M. Fuhrmann (Hrsg.): Terror und Spiel. Probleme der Mythenrezeption (= Poetik und Hermeneutik 4). Fink, München 1971, S. 157–185
- Die Bibelepik der lateinischen Spätantike. Formgeschichte einer erbaulichen Gattung. Band I. München 1975 (Habilitationsschrift Uni Konstanz 1972)
- Vergleichende Bemerkungen zur theologischen und juristischen Applikation. In: M. Fuhrmann u. a. (Hrsg.): Text und Applikation (= Poetik und Hermeneutik 9). München 1981, S. 367–393
- Zum Verhältnis von Form und Narrativität in den applikativen Hermeneutiken. In: M. Fuhrmann u. a. (Hrsg.): Text und Applikation (= Poetik und Hermeneutik 9). München 1981, S. 435–455
- »Wir leben in der Spätantike«. Eine Zeiterfahrung und ihre Impulse für die Forschung. (= Thyssen-Vorträge »Auseinandersetzung mit der Antike«, Heft 4). C.C. Buchners, Bamberg 1987
- zus. mit Reinhart Koselleck (Hrsg.): Epochenschwelle und Epochenbewusstsein (= Poetik und Hermeneutik 12). Fink, München 1987
- Augusteische Erfüllung zwischen Vergangenheit und Zukunft. In: G. Binder (Hrsg.): Saeculum Augustum. Band 2: Religion und Literatur. Darmstadt 1988, S. 314–341.
- Fest, Terror und Tod in Petrons Satyrica. In: W. Haug, R. Warning (Hrsg.): Das Fest (= Poetik und Hermeneutik 14). München 1989, S. 120–150
- zus. mit Peter Lebrecht Schmidt (Hrsg.): Handbuch der Lateinischen Literatur der Antike. Band 5: Restauration und Erneuerung. Die lateinische Literatur von 284 bis 374 n. Chr. Beck, München 1989
- zus. mit Anselm Haverkamp und Renate Lachmann (Hrsg.): Memoria – Vergessen und Erinnern (= Poetik und Hermeneutik 15). Fink, München 1993
- Vom Aufhören. Darstellungsformen menschlicher Dauer im Ende. In: K. Stierle u. a. (Hrsg.): Das Ende. Figuren einer Denkform (= Poetik und Hermeneutik 16). Fink, München 1996, S. 283–349
- Spätantike. Studien zur römischen und lateinisch-christlichen Literatur. Hrsg. von Peter Habermehl. Vandenhoeck & Ruprecht, Göttingen 2002 (Aufsatzsammlung)